# Tallmadge (Ohio)
Tallmadge es una ciudad ubicada en el condado de Summit en el estado estadounidense de Ohio. En el Censo de 2010 tenía una población de 17537 habitantes y una densidad poblacional de 482,96 personas por km².

## Geografía
Tallmadge se encuentra ubicada en las coordenadas 41°6′22″N 81°25′32″O / 41.10611, -81.42556. Según la Oficina del Censo de los Estados Unidos, Tallmadge tiene una superficie total de 36.31 km², de la cual 36.25 km² corresponden a tierra firme y (0.17%) 0.06 km² es agua.

## Demografía
Según el censo de 2010, había 17537 personas residiendo en Tallmadge. La densidad de población era de 482,96 hab./km². De los 17537 habitantes, Tallmadge estaba compuesto por el 93.56% blancos, el 3.32% eran afroamericanos, el 0.26% eran amerindios, el 1.04% eran asiáticos, el 0.09% eran isleños del Pacífico, el 0.26% eran de otras razas y el 1.47% pertenecían a dos o más razas. Del total de la población el 1.01% eran hispanos o latinos de cualquier raza.